# 維堡站
60°42′56.16″N 28°45′5.04″E / 60.7156000°N 28.7514000°E
維堡站（羅馬化：Stantsiya Vyborg）是俄羅斯列寧格勒州維堡的火車站。

## 历史
始建1869年，第二代車站建於1913年，仿照芬蘭首都赫爾辛基中央車站設計，但在持續戰爭時期被炸毀。1953年按斯大林時期風格重建。